# 中澤隆範
中澤 隆範（なかざわ たかのり、1976年2月8日 - ）は、日本の俳優である。長野県須坂市出身。放映新社所属。長野県長野工業高等学校卒業。

## 人物
高卒後6年間は工事現場の現場監督をしており、24歳から俳優活動を始めた。影響を受けた俳優は竹中直人。
2年間兵庫県西宮市に在住経験があり、関西弁が話せる。
特技はスキー、バレーボール。趣味はカラオケ。長所はアホな位明るい。短所は飽きっぽい。
好物は甘いもの。カプリコのいちご味。アルフォート。ぬれ煎。苦手なものはお化け屋敷、暑い季節。

## 出演

### テレビドラマ

#### NHK
- ビューティフル・スロー・ライフ（2015年12月24日、NHK）
- 主婦カツ! 第1話・第2話（2018年10月7日、14日、NHK BSプレミアム） - 男性PTA役員 役

#### 日本テレビ
- 光とともに…（2004年4月、日本テレビ）
- 正義の味方（2008年、日本テレビ）
- オー!マイ・ガール!!（2008年、日本テレビ）
- 猿ロック（2009年、日本テレビ）

#### TBS
- すずがくれた音（2004年、TBS）
- 白戸修の事件簿（2012年1月、TBS）- 刑事 役
- 刑事のまなざし 第2話（2013年10月14日、TBS）- 難波五郎 役
- 新・浅見光彦シリーズ　天城峠殺人事件（2019年1月7日、TBS）- 大垣洋二 役
- DCU（2022年1月16日 - 、TBS） - サイバー班班長 役

#### フジテレビ
- ホームレス中学生（2008年、フジテレビ）
- 警部補佐々木丈太郎3（2011年6月3日、フジテレビ）- 刑事 役
- 鍵のかかった部屋SP（2014年1月3日、フジテレビ） - サッカー解説者 役
- シグナル 長期未解決事件捜査班 第2話・第4話（2018年5月1日・22日、フジテレビ） - 記者 役
- CRISIS 公安機動捜査隊特捜班 第4話（2017年5月2日、フジテレビ） - 片山役
- SUITS/スーツ2 第1話（2020年4月13日、フジテレビ） - ミズナのスタッフ 役

#### テレビ朝日
- 警視庁捜査一課9係season9 第8話（2014年8月27日、テレビ朝日） - 篠田肇 役
- ドクターX〜外科医・大門未知子〜 第10話・11話（2014年12月11日・18日、テレビ朝日）- 十勝の秘書 役
- 刑事7人 シーズン1 第1話・第4話・第5話（2015年7月15日・8月5日・8月12日、テレビ朝日）- 鑑識主任 松田健吾 役
- 特捜9 season2 第10話（2019年6月19日、テレビ朝日）- リポーター 役

#### テレビ東京
- 嘘の証明 犯罪心理分析官・梶原圭子（2013年1月9日、テレビ東京） - 鑑識 役
- マルホの女〜保険犯罪調査員〜 第3話（2014年4月25日、テレビ東京）- 三浦義宏 役
- 刑事吉永誠一 涙の事件簿season2 第8話（2014年12月5日、テレビ東京） - 蕎麦屋の出前持ち 役
- 特命刑事 カクホの女 第2シリーズ 第1話（2019年10月18日、テレビ東京）- 配車係 役
- 内田康夫サスペンス 浅見光彦 軽井沢殺人事件（2022年2月28日、テレビ東京）
- ブラックポストマン 第3話（2023年9月1日、テレビ東京）- 制服警官 役

#### WOWOW
- 再生巨流（2011年、WOWOW）- 業者 役
- 下町ロケット（2011年、WOWOW）- 研究者 役
- 推定有罪（2012年、WOWOW）- 捜査員役
- 震える牛（2013年、WOWOW）
- 株価暴落（2014年、WOWOW）
- 沈まぬ太陽 第1話（2016年5月8日、WOWOW）- 123便副操縦士 役
- 鉄の骨（2020年、WOWOW）
- ヒル Season2 第2話・第3話（2022年4月22日・29日、WOWOW）

### 映画
- タナカヒロシのすべて（2005年）
- 魍魎の匣（2007年）
- さくらん（2007年） - 駕籠かき 役
- HERO（2007年）
- 七瀬ふたたび（2010年）
- アゲイン 28年目の甲子園（2015年）
- グラスホッパー（2015年）
- 東京PRウーマン（2016年）
- 海賊と呼ばれた男（2016年） - 記者 役
- 龍馬裁判（2017年）

### CM
- サンシャイン水族館「いきものと、思い出。」
- クリーン工房
- グラクソスミスクライン
- CO-OP（生協）「気付いたこと篇」
- スクエアエニックス「ドラゴンクエストモンスターズスーパーライト『キャタピラー篇』」（キャタピラー役）
- 「プリンススノーリゾート」
- サンスター「G・U・M デンタルリンス」
- セガホールディングス「ムシキング」
- 第一三共「第一三共企業」
- 春華堂「うなぎパイ」
- サークルKサンクス
- コナミ「ドリームナイン」
- アサヒ飲料「WONDA モーニングショット」
- リクルート「ホットペッパー」
- 大正製薬「パブロンSゴールド」
- 吉野家
- 雪印「北海道バター」
- JP郵便局「冬のありがとうフェア」
- トーエネック「オール電化にすーるなっら篇・省エネ生活すーるなっら篇」
- バンダイ「アンパンマンシリーズ」
- ヤマト運輸

### DVD
- 「一番大切な人の怒らせ方」 - 中澤くん 役
- 「温厚な上司の怒らせ方」 - 中澤くん 役
- 「ひらめと四葉のクローバー」

### バラエティ番組
- 特命リサーチ200X II（2004年、日本テレビ）
- 碑文谷教授のミッドナイトゼミナール 「今更人に聞けない怒らせ方講座」（2007年、ビクターエンターテインメント） - 中澤くん役
- 総合診療医ドクターG（2010年、NHK）
- NOGIBINGO!6（2016年4月25日、日本テレビ）
- ダウンタウンのガキの使いやあらへんで! 絶対に笑ってはいけない科学博士24時（2016年12月31日、日本テレビ） - 金髪犯人 役
- ダウンタウンのガキの使いやあらへんで! 絶対に笑ってはいけないアメリカンポリス24時!（2017年12月31日、日本テレビ） - 脱獄犯 役
- 踊る!さんま御殿!!（2019年10月2日、日本テレビ）
- 水トク（TBS）
- 水曜日のダウンタウン（TBS）
- マネースクープ（フジテレビ）
- 教訓のススメ（フジテレビ）
- SMAP×SMAP（フジテレビ）
- とくダネ!発 GO-ガイ!（フジテレビ）
- 所さん&おすぎの偉大なるトホホ人物伝（テレビ東京）

### その他
- 教習所学習ビデオ - 警察官役